# Hrvatska na Zimskim paraolimpijskim igrama 2018.
Hrvatska je nastupila na Zimskim paraolimpijskim igrama u Pyongyangu 2018. godine. Hrvatski sportaši nastupili su u tri disipline alpsko skijanje, nordijski skijanje te snowboarding.

## Popis hrvatskih natjecatelja
U Pyongyangu nastupio je rekordni broj hrvatskih reprezentativaca na Zimskim paraolimpijskim igrama, njih sedmero u tri discipline:
- Lovro Dokić - alpsko skijanje
- Dino Sokolović - alpsko skijanje
- Damir Mizdrak - alpsko skijanje
- Eva Goluža - alpsko skijanje
- Josip Zima - nordijsko skijanje
- Antun Bošnjaković - nordijsko skijanje
- Bruno Bošnjak - snowboard

## Ostvareni rezultati

### Alpsko skijanje
| Disciplina                              | Datum | Datum            | Pozicija  | Natjecatelj    | Vrijeme | Zaotatak |
| --------------------------------------- | ----- | ---------------- | --------- | -------------- | ------- | -------- |
| spust - sjedeći                         | M     | 10. ožujka 2018. | 17.       | Dino Sokolović | 1:32.20 | +8.09    |
| superG - sjedeći                        | M     | 11. ožujka 2018. | 19.       | Dino Sokolović | 1:33.48 | +7.65    |
| kombinacija - sjedeći (superG & slalom) | M     | 13. ožujka 2018. | 15.       | Dino Sokolović | 1:31.65 | +6.93    |
| kombinacija - sjedeći (superG & slalom) | M     | 13. ožujka 2018. | 9.        | Dino Sokolović | 49.07   | +9.13    |
| veleslalom - slabovidni                 | Ž     | 14. ožujka 2018. | 12.       | Eva Goluža     | 1:28.28 | +17.45   |
| veleslalom - slabovidni                 | Ž     | 14. ožujka 2018. | 12.       | Eva Goluža     | 1:29.85 | +35.13   |
| veleslalom - slabovidni                 | M     | 14. ožujka 2018. | 16.       | Damir Mizdrak  | 1:30.45 | +25.33   |
| veleslalom - slabovidni                 | M     | 14. ožujka 2018. | 16.       | Damir Mizdrak  | 1:24.78 | +44.72   |
| veleslalom - stojeći                    | M     | 14. ožujka 2018. | 35.       | Lovro Dokić    | 1:23.70 | +18.00   |
| veleslalom - stojeći                    | M     | 14. ožujka 2018. | 27.       | Lovro Dokić    | 1:24.69 | +35.92   |
| veleslalom - sjedeći                    | M     | 14. ožujka 2018. | 17.       | Dino Sokolović | 1:12.99 | +6.69    |
| veleslalom - sjedeći                    | M     | 14. ožujka 2018. | 15.       | Dino Sokolović | 1:13.10 | +12.64   |
| slalom - slabovidni                     | M     | 17. ožujka 2018. | 12.       | Damir Mizdrak  | 1:01.72 | +13.76   |
| slalom - slabovidni                     | M     | 17. ožujka 2018. | 9.        | Damir Mizdrak  | 59.60   | +25.20   |
| slalom - stojeći                        | M     | 17. ožujka 2018. | 25.       | Lovro Dokić    | 1:07.61 | +19.10   |
| slalom - stojeći                        | M     | 17. ožujka 2018. | 22.       | Lovro Dokić    | 1:03.64 | +35.14   |
| slalom - sjedeći                        | M     | 17. ožujka 2018. | 3.        | Dino Sokolović | 49.13   | +0.73    |
| slalom - sjedeći                        | M     | 17. ožujka 2018. | 1. mjesto | Dino Sokolović | 50.69   | 0.00     |
| slalom - slabovidni                     | Ž     | 18. ožujka 2018. | 12.       | Eva Goluža     | 1:10.27 | +16.69   |
| slalom - slabovidni                     | Ž     | 18. ožujka 2018. | -         | Eva Goluža     | DSQ     | -        |

### Snowboard
| Disciplina                   | Datum | Datum            | Natjecatelj   | Tijek natjecanja | Pozicija           | Vrijeme        |
| ---------------------------- | ----- | ---------------- | ------------- | ---------------- | ------------------ | -------------- |
| snowboard Cross SB-LL1       | M     | 12. ožujka 2018. | Bruno Bošnjak | Kvalifikacije    | 6.                 | 1:04.91        |
| snowboard Cross SB-LL1       | M     | 12. ožujka 2018. | Bruno Bošnjak | Osminafinala     | 1./2.              | duel - pobjeda |
| snowboard Cross SB-LL1       | M     | 12. ožujka 2018. | Bruno Bošnjak | Četvrtfinale     | 2./2. - konačno 6. | duel - poraz   |
| snowboard - paralelni slalom | M     | 16. ožujka 2018. | Bruno Bošnjak | Prva vožnja      | 3.                 | 57.23          |
| snowboard - paralelni slalom | M     | 16. ožujka 2018. | Bruno Bošnjak | Druga vožnja     | 3.                 | 54.08          |
| snowboard - paralelni slalom | M     | 16. ožujka 2018. | Bruno Bošnjak | Treća vožnja     | 3. mjesto          | 1:02.68        |

### Nordijsko skijanje
| Disciplina                      | Datum | Datum            | Natjecatelj       | Tijek natjecanja | Pozicija | Vrijeme | Zaostatak |
| ------------------------------- | ----- | ---------------- | ----------------- | ---------------- | -------- | ------- | --------- |
| 1.1km sprint - sjedeći          | M     | 14. ožujka 2018. | Josip Zima        | Kvalifikacije    | 35.      | 9:25.28 | +6:24.72  |
| 1.5km sprint klasično - stojeći | M     | 14. ožujka 2018. | Antun Bošnjaković | Kvalifikacije    | 24.      | 4:53.69 | +1:17.04  |
| 10km klasično - stojeći         | M     | 17. ožujka 2018. | Antun Bošnjaković | Glavna utrka     | -        | DNS     | -         |
| 7.5km - sjedeći                 | M     | 17. ožujka 2018. | Josip Zima        | Glavna utrka     | -        | DNS     | -         |